# Maija Isola
Maija Sofia Isola (Riihimäki, 15 marzo 1927 – Riihimäki, 3 marzo 2001) è stata una designer finlandese.

## Formazione
La designer Maija Isola ha studiato pittura all'Università di Arte e Design di Helsinki tra il 1946 e il 1949.

## Attività
Isola è stata progettista capo, dal 1949 al 1960, nella ditta di tessuti finlandese Printex, sotto la direzione artistica di Armi Ratia. 
Dal 1951 ha lavorato nella Marimekko, ditta affiliata alla Printex, ma che si occupa di tessuti per l'arredamento e la moda.
Le sue opere sono state presentate nelle mostre Design in Scandinavia, in America tra 1954 e 1957, Formes Scandinaves, Parigi 1958 e Fiera Mondiale di Bruxelles.
Negli ultimi anni ha collaborato con Fujiwo Ishimoto.

## Contributo e opere
I pattern astratti della designer, incarnano l'avanguardia scandinava, dimostrando che anche con l'uso di materiali poveri come il cotone si possono produrre prodotti di alto valore e fruibili da tutti. 
L'opera di Isola ha tratto ispirazione intorno al mondo, dall'arte africana, con l'uso di colori pastelli e brillanti, all'arte popolare della Slovenia, con decori e motivi floreali e negli ultimi anni all'arte contadina della Carelia.
I suoi tessuti sono stati ispirati dai lavori pittorici, vicini al movimento americano Colour Field, hanno influenzato il design tessile contemporaneo.

## Premi
Danish ID Prizes 1965 e 1968.